# Чемпіонат світу з хокею із шайбою 2002 (дивізіон III)
Чемпіонат світу з хокею із шайбою 2002 (дивізіон III) — чемпіонат світу з хокею із шайбою, який проходив в період з 11 квітня по 13 квітня 2002 року в столиці Мексики Мехіко.

## Результати
| 11 квітня 20:00 | Північна Корея | 11-3 (3-0,6-2,2-1) | Нова Зеландія  |
| 12 квітня 20:00 | Мексика        | 1-7 (1-2,0-4,0-1)  | Північна Корея |
| 13 квітня 20:00 | Нова Зеландія  | 6-6 (1-3,3-3,2-0)  | Мексика        |

## Таблиця
| Збірна         | М | В | Н | П | Ш    | О |
| -------------- | - | - | - | - | ---- | - |
| Північна Корея | 2 | 2 | 0 | 0 | 18-4 | 4 |
| Мексика        | 2 | 1 | 0 | 1 | 7-13 | 2 |
| Нова Зеландія  | 2 | 0 | 0 | 2 | 9-17 | 0 |